# Detk, Heves
Detk  este un sat în districtul Gyöngyös, județul Heves, Ungaria, având o populație de 1.193 de locuitori (2011). 

## Demografie
Componența etnică a satului Detk
     Maghiari (98,58%)
     Necunoscut (0,47%)
     Alții (0,94%)
Componența confesională a satului Detk
     Romano-catolici (56,92%)
     Fără religie (8,21%)
     Reformați (5,7%)
     Necunoscută (28,08%)
     Alte religii (2,1%)
Conform recensământului din 2011, satul Detk avea 1.193 de locuitori. Din punct de vedere etnic, majoritatea locuitorilor (98,58%) erau maghiari. Apartenența etnică nu este cunoscută în cazul a 0,47% din locuitori.  Din punct de vedere confesional, majoritatea locuitorilor (56,92%) erau romano-catolici, existând și minorități de persoane fără religie (8,21%) și reformați (5,7%). Pentru 28,08% din locuitori nu este cunoscută apartenența confesională.